# Calcio Padova 1994-1995
Questa pagina raccoglie i dati riguardanti il Calcio Padova nelle competizioni ufficiali della stagione 1994-1995.

## Stagione
Per il Padova allenato da Mauro Sandreani la stagione 1994-95 segna il ritorno in serie A dopo 32 anni di assenza. In questa prima stagione che assegna tre punti alla vittoria, i biancoscudati si presentano ai nastri di partenza con gli innesti di due stranieri, l'attaccante croato Goran Vlaović e il difensore statunitense Alexi Lalas, primo americano a giocare nella serie A italiana, cui si aggiungerà a novembre il centrocampista olandese Michel Kreek.

I biancoscudati giocano nel nuovo Stadio Euganeo appena inaugurato, che sostituisce il mitico ma vetusto Silvio Appiani. L'inizio del campionato è traumatico: alla prima giornata il Padova perde contro la Sampdoria per (5-0) l'incontro giocato a Bologna; seguono altre quattro sconfitte senza segnare alcun goal. Per i biancoscudati il primo punto arriva alla quinta giornata, un rocambolesco (3-3) con il Napoli, cui fa seguito il sorprendente successo in casa contro il Milan per (2-0).

Per tutto il girone di andata il Padova naviga negli ultimissimi posti di classifica, riuscendo per la prima volta a uscire dalla zona retrocessione il 26 febbraio 1995 grazie a una vittoria in trasferta contro il Bari. Tre sconfitte consecutive fanno ripiombare i biancoscudati nel baratro, fino alla 27ª giornata, il 15 aprile 1995, quando la squadra di Sandreani riesce a battere consecutivamente in casa la Lazio e in trasferta la Juventus prima in classifica, grazie a un goal su punizione di Kreek. Nonostante l'exploit la squadra resta ai margini della salvezza fino all'ultima giornata: il Padova deve vedersela a San Siro contro l'Inter, che deve vincere a tutti i costi per assicurarsi un posto nelle coppe europee; al Padova, invece, per salvarsi può bastare il pareggio. I biancoscudati passano in vantaggio con Maniero, poi l'Inter pareggia e al 91º minuto raddoppia con Delvecchio. La sconfitta costringe il Padova allo spareggio-salvezza contro il Genoa.

Lo spareggio si disputa a Firenze il 10 giugno 1995. Il Padova va in vantaggio con Vlaovic, poi il Genoa riequilibra la gara con Skuhravý. I tempi supplementari non cambiano il risultato e si giunge così ai calci di rigore. Al sesto rigore Fabio Galante manda il pallone alto; Michel Kreek non sbaglia: il Padova è salvo. In Coppa Italia subito fuori per mano dell'Inter che si fa sorprendere (0-1) al Meazza con una rete di Lalas, ma che nella gara di andata era passato (0-3) a Padova, nel giorno dell'inaugurazione ufficiale del nuovo stadio patavino.

## Rosa
| N. |                        | Ruolo | Calciatore          |
| -- | ---------------------- | ----- | ------------------- |
|    | Italia (bandiera)      | P     | Adriano Bonaiuti    |
|    | Italia (bandiera)      | P     | Ennio Dal Bianco    |
|    | Italia (bandiera)      | D     | David Balleri       |
|    | Italia (bandiera)      | D     | Andrea Cuicchi      |
|    | Italia (bandiera)      | D     | Franco Gabrieli     |
|    | Stati Uniti (bandiera) | D     | Alexi Lalas         |
|    | Italia (bandiera)      | D     | Massimiliano Rosa   |
|    | Italia (bandiera)      | D     | Cristian Servidei   |
|    | Italia (bandiera)      | D     | Gianluca Zattarin   |
|    | Italia (bandiera)      | C     | Gianni Cavezzi      |
|    | Italia (bandiera)      | C     | Maurizio Coppola    |
|    | Italia (bandiera)      | C     | Gaetano Fontana     |
|    | Italia (bandiera)      | D     | Marco Franceschetti |

| N. |                        | Ruolo | Calciatore          |
| -- | ---------------------- | ----- | ------------------- |
|    | Paesi Bassi (bandiera) | C     | Michel Kreek        |
|    | Italia (bandiera)      | C     | Damiano Longhi      |
|    | Italia (bandiera)      | C     | Carmine Nunziata    |
|    | Italia (bandiera)      | C     | Emanuele Pellizzaro |
|    | Italia (bandiera)      | C     | Carlo Perrone       |
|    | Italia (bandiera)      | C     | Davide Tentoni      |
|    | Italia (bandiera)      | C     | Daniele Zoratto     |
|    | Italia (bandiera)      | A     | Giuseppe Galderisi  |
|    | Italia (bandiera)      | A     | Alberto Gallo       |
|    | Italia (bandiera)      | A     | Filippo Maniero     |
|    | Italia (bandiera)      | A     | Roberto Putelli     |
|    | Croazia (bandiera)     | A     | Goran Vlaović       |

## Calciomercato

### Sessione estiva
| Acquisti | Acquisti          | Acquisti        | Acquisti   |
| R.       | Nome              | da              | Modalità   |
| -------- | ----------------- | --------------- | ---------- |
| D        | Cristian Servidei | Venezia         | definitivo |
| C        | Michel Kreek      | Ajax            | definitivo |
| A        | Goran Vlaovic     | Dinamo Zagabria | definitivo |
| D        | David Balleri     | Parma           | prestito   |

| Cessioni | Cessioni          | Cessioni | Cessioni   |
| R.       | Nome              | a        | Modalità   |
| -------- | ----------------- | -------- | ---------- |
| C        | Davide Tentoni    | Venezia  | definitivo |
| C        | Roberto Putelli   | Siena    | definitivo |
| A        | Angelo Montrone   | Pescara  | definitivo |
| C        | Roberto Simonetta | Lucchese | prestito   |

## Risultati

### Serie A

#### Girone di andata
| Arbitro: | Racalbuto (Gallarate) |

|                                                                       |           |  |
| R. Mancini 13’ Evani 42’ Platt 52’ Mihajlovic 67’ A. Melli 80’ (rig.) | Marcatori |  |

| Arbitro: | Cinciripini (Ascoli Piceno) |

|  |           |                              |
|  | Marcatori | 9’ Minotti 28’, 55’ Asprilla |

| Arbitro: | Bolognino (Milano) |

|                  |           |  |
| Scienza 62’, 72’ | Marcatori |  |

| Arbitro: | Borriello (Padova) |

|  |           |                       |
|  | Marcatori | 73’ Gérson 75’ Pedone |

| Arbitro: | Franceschini (Bari) |

|                                     |           |                                    |
| Rincon 52’, 84’ (rig.) Agostini 55’ | Marcatori | 66’ (rig.) Longhi 85’, 86’ Maniero |

| Arbitro: | Trentalange (Torino) |

|                        |           |  |
| Lalas 23’ Gabrieli 60’ | Marcatori |  |

| Arbitro: | Cardona (Milano) |

|                                                                 |           |             |
| Di Mauro 31’ Rui Costa 52’ An. Carbone 55’ Batistuta 57’ (rig.) | Marcatori | 27’ Balleri |

| Padova 30 ottobre 1994 8ª giornata | Padova                                 | 0 – 0 referto | Foggia | Stadio Euganeo\| Arbitro: \| Pellegrino (Barcellona Pozzo di Gotto) \| |
| Arbitro:                           | Pellegrino (Barcellona Pozzo di Gotto) |               |        |                                                                        |

| Arbitro: | Franceschini (Bari) |

|                       |           |  |
| Kreek 70’ Coppola 84’ | Marcatori |  |

| Arbitro: | Bolognino (Milano) |

|                                                                  |           |            |
| Rambaudi 45’ Lalas 50’ (aut.) Signori 51’ Di Vaio 77’ Winter 90’ | Marcatori | 9’ Maniero |

| Arbitro: | Rosica (Roma) |

|           |           |                             |
| Kreek 68’ | Marcatori | 30’ R. Baggio 80’ Ravanelli |

| Arbitro: | Treossi (Forlì) |

|                         |           |  |
| Aldair 66’ Cappioli 81’ | Marcatori |  |

| Arbitro: | Cardona (Milano) |

|                         |           |           |
| Maniero 56’ Vlaovic 89’ | Marcatori | 77’ Muzzi |

| Arbitro: | Trentalange (Torino) |

|                                         |           |  |
| Padovano 5’ (rig.), 50’ M. Esposito 16’ | Marcatori |  |

| Arbitro: | Collina (Viareggio) |

|                                    |           |                                  |
| Longhi 20’, 41’ (rig.), 90’ (rig.) | Marcatori | 45’ (rig.) A. Pirri 73’ Milanese |

| Arbitro: | D. Messina (Bergamo) |

|                              |           |           |
| Van't Schip 28’ Manicone 90’ | Marcatori | 76’ Kreek |

| Arbitro: | Rodomonti (Teramo) |

|          |           |  |
| Rosa 86’ | Marcatori |  |

#### Girone di ritorno
| Arbitro: | Nicchi (Arezzo) |

|              |           |                                                  |
| Zattarin 88’ | Marcatori | 14’ Platt 48’ Maspero 69’ R. Mancini 75’ Jugovic |

| Arbitro: | Pellegrino (Barcellona Pozzo di Gotto) |

|          |           |  |
| Zola 72’ | Marcatori |  |

| Arbitro: | Ceccarini (Livorno) |

|                                        |           |                         |
| Maniero 11’ Vlaovic 55’, 62’ Lalas 77’ | Marcatori | 15’ Pelé 80’ Rizzitelli |

| Arbitro: | Bazzoli (Merano) |

|  |           |             |
|  | Marcatori | 40’ Vlaovic |

| Arbitro: | Pairetto (Nichelino) |

|                                     |           |  |
| Franceschetti 62’ Longhi 66’ (rig.) | Marcatori |  |

| Arbitro: | Braschi (Prato) |

|            |           |  |
| Simone 28’ | Marcatori |  |

| Arbitro: | Trentalange (Torino) |

|  |           |               |
|  | Marcatori | 62’ Rui Costa |

| Arbitro: | Cinciripini (Ascoli Piceno) |

|                                                 |           |           |
| P. Bresciani 17’ Cappellini 25’, 38’ Nicoli 61’ | Marcatori | 31’ Kreek |

| Arbitro: | Pairetto (Nichelino) |

|                 |           |                                    |
| Lalas 5’ (aut.) | Marcatori | 3’ Galderisi 64’ Maniero 84’ Kreek |

| Arbitro: | Rodomonti (Teramo) |

|                              |           |  |
| Cravero 43’ (aut.) Kreek 89’ | Marcatori |  |

| Arbitro: | Borriello (Mantova) |

|  |           |           |
|  | Marcatori | 77’ Kreek |

| Padova 30 aprile 1995 29ª giornata | Padova           | 0 – 0 referto | Roma | Stadio Euganeo\| Arbitro: \| Bazzoli (Merano) \| |
| Arbitro:                           | Bazzoli (Merano) |               |      |                                                  |

| Arbitro: | Collina (Viareggio) |

|                                  |           |  |
| Firicano 57’ Gabrieli 88’ (aut.) | Marcatori |  |

| Arbitro: | Rosica (Roma) |

|                              |           |  |
| Maniero 11’, 82’ Vlaovic 61’ | Marcatori |  |

| Arbitro: | Nicchi (Arezzo) |

|                                         |           |  |
| Chiesa 15’ Milanese 21’ Florijancic 90’ | Marcatori |  |

| Arbitro: | Amendolia (Messina) |

|              |           |             |
| Gabrieli 70’ | Marcatori | 55’ Ruotolo |

| Arbitro: | Collina (Viareggio) |

|                                 |           |             |
| P. Orlandini 65’ Delvecchio 90’ | Marcatori | 20’ Maniero |

### Spareggio salvezza
| Arbitro: | Ceccarini (Livorno) |

|                                               |                      |                                                          |
| Vlaovic 19’                                   | Marcatori            | 29’ Skuhravy                                             |
| Fontana Cuicchi Perrone Vlaovic Balleri Kreek | Tiri di rigore 5 – 4 | Van't Schip Ruotolo Marcolin Bortolazzi Skuhravy Galante |

### Coppa Italia

#### Secondo turno
| Arbitro: | Pairetto (Torino) |

|  |           |                                    |
|  | Marcatori | 39’ Pančev 58’ Rubén Sosa 87’ Seno |

| Arbitro: | Lana (Torino) |

|  |           |           |
|  | Marcatori | 39’ Lalas |

## Statistiche

### Statistiche di squadra
| Competizione | Punti | In casa | In casa | In casa | In casa | In casa | In casa | In trasferta | In trasferta | In trasferta | In trasferta | In trasferta | In trasferta | Totale | Totale | Totale | Totale | Totale | Totale | DR  |
| Competizione | Punti | G       | V       | N       | P       | Gf      | Gs      | G            | V            | N            | P            | Gf           | Gs           | G      | V      | N      | P      | Gf     | Gs     | DR  |
| ------------ | ----- | ------- | ------- | ------- | ------- | ------- | ------- | ------------ | ------------ | ------------ | ------------ | ------------ | ------------ | ------ | ------ | ------ | ------ | ------ | ------ | --- |
| Serie A      | 40    | 17      | 9       | 3       | 5       | 24      | 18      | 17           | 3            | 1            | 13           | 13           | 40           | 34     | 12     | 4      | 18     | 37     | 58     | -21 |
| Spareggio    |       | -       | -       | -       | -       | -       | -       | -            | -            | -            | -            | -            | -            | 1      | 0      | 1      | 0      | 1      | 1      | 0   |
| Coppa Italia |       | 1       | 0       | 0       | 1       | 0       | 3       | 1            | 1            | 0            | 0            | 1            | 0            | 2      | 1      | 0      | 1      | 1      | 3      | -2  |
| Totale       |       | 18      | 9       | 3       | 6       | 24      | 21      | 18           | 4            | 1            | 13           | 14           | 40           | 37     | 13     | 5      | 19     | 39     | 62     | -23 |

### Statistiche dei giocatori
In campionato si aggiunga un'autorete a favore. In corsivo i giocatori ceduti a stagione in corso.
| Giocatore        | Serie A+ Spareggio | Serie A+ Spareggio | Coppa Italia | Coppa Italia | Totale   | Totale |
| Giocatore        | Presenze           | Reti               | Presenze     | Reti         | Presenze | Reti   |
| ---------------- | ------------------ | ------------------ | ------------ | ------------ | -------- | ------ |
| A. Bonaiuti      | 34+1               | -57+-1             | 2            | -3           | 37       | -61    |
| E. Dal Bianco    | 1                  | -1                 | -            | -            | 1        | -1     |
| D. Balleri       | 31+1               | 1                  | 2            | 0            | 34       | 1      |
| A. Cuicchi       | 18+1               | 0                  | -            | -            | 19       | 0      |
| F. Gabrieli      | 33                 | 2                  | 1            | 0            | 34       | 2      |
| A. Lalas         | 33+1               | 2                  | 2            | 1            | 36       | 3      |
| M. Rosa          | 19                 | 1                  | 2            | 0            | 21       | 1      |
| C. Servidei      | 3                  | 0                  | -            | -            | 3        | 0      |
| G. Zattarin      | 3                  | 1                  | 1            | 0            | 4        | 1      |
| G. Cavezzi       | 8                  | 0                  | 1            | 0            | 9        | 0      |
| M. Coppola       | 15+1               | 1                  | 2            | 0            | 18       | 1      |
| G. Fontana       | 6+1                | 0                  | 2            | 0            | 9        | 0      |
| M. Franceschetti | 28+1               | 1                  | -            | -            | 29       | 1      |
| M. Kreek         | 24+1               | 7                  | -            | -            | 25       | 7      |
| D. Longhi        | 31+1               | 5                  | 1            | 0            | 33       | 5      |
| C. Nunziata      | 27+1               | 0                  | 2            | 0            | 30       | 0      |
| E. Pellizzaro    | 3                  | 0                  | -            | -            | 3        | 0      |
| C. Perrone       | 21+1               | 0                  | 1            | 0            | 23       | 0      |
| D. Tentoni       | 3                  | 0                  | -            | -            | 3        | 0      |
| D. Zoratto       | 17                 | 0                  | 2            | 0            | 19       | 0      |
| G. Galderisi     | 21+1               | 1                  | 1            | 0            | 23       | 1      |
| A. Gallo         | 0                  | 0                  | -            | -            | 0        | 0      |
| F. Maniero       | 31                 | 9                  | 2            | 0            | 33       | 9      |
| R. Putelli       | 1                  | 0                  | 1            | 0            | 2        | 0      |
| G. Vlaović       | 27+1               | 5+1                | -            | -            | 28       | 6      |